# Били Кид
Хенри Макарти (Њујорк, 17. септембар 1859 — Форт Самнер, 14. јул 1881) познатији као Били Кид, али познат и по псеудонимима Хенри Ентрим и Вилијам Харисон Бони, био је амерички одметник 19. века и учесник у сточарском рату округа Линкон. Легенда каже да је убио укупно 21 човека тј. једног за сваку годину свога живота, али историјске чињенице склоне су броју 9. Наводно их је сам убио 4, а уз помоћ других још 5.
Низак и окретан, Макарти је био плавоок, глатких образа и истакнутих предњих зуби. Многе су га новине описивале као врло згодног и ведрог младића. Био је јединствен и врло често насмејан, али те су особине ипак скривале његову праву, жестоку и дивљу нарав која је у опасној комбинацији с одличним пуцачким умећем и скоро животињском лукавошћу, створила једног од најопаснијих одметника Дивљег запада.
Његова је појава често била попраћена сомбреро шеширом који је био украшен широком зеленом врпцом.
Иако је мало тога познато о његовом животу, Макарти је ушао у легенду када је његов убица, шериф Патрик Герет, годину дана након што га је убио објавио сензационалну биографију назива Authentic Life of Billy the Kid. Постала је врло популарна и од Билија Кида створила најпознатију и најсимболичнију фигуру Дивљег запада.

## Детињство и младост
Мало је тога познато о Макартијевом животу, али се поуздано зна да се родио у држави Њујорк 17. септембра 1859. од ирских протестантских родитеља. Чак се и његово презиме оспорава. Мајка му се вероватно звала Катрин Макарти или Катрин Макарти Бони, а отац Вилијам Бони или Патрик Хенри Макарти. Након очеве смрти, мајка му се одселила у Канзас, а затим преудала у Силвер Ситију у Новом Мексику око 1873. године. Годину дана касније преминула је од туберкулозе занемарена од свог другог мужа, па је Макарти дословно постао сироче. Да би преживео, запослио се у једном хотелу. Управитељ хотела био је толико задовољан њиме да се на сав глас хвалио како му је ово једини радник који га не поткрада. И учитељи у школи сматрали су Макартија/Бонија врло марљивим и љубазним.
Године 1875. Били Кид је први пут ухапшен и то због скривања свежња украдене робе за човека који је то учинио из шале према једном кинеском перачу рубља. Два дана након хапшења и спровођења у затвор, мршави и коштуњави Кид је побегао кроз затворски димњак. Отада, је и службено сматран бегунцем. Након тога нашао је посао на једном ранчу у југоисточној Аризони.
Године 1877, постао је кочијаш Војне поште у Гранд Кампу. Убрзо га је почео малтретирати ковач Френк Ветровити Кејхил који га је једног дана након жестоког вербалног окршаја бацио на под. Кид је на то одговорио извлачењем свог пиштоља и пуцњем у Кејхила, који је умро следећег дана. Кид је још једном притворен, но и овај пут је побегао.

## Сточарски рат у Линкон Каунтију
Крајем 1877. Кид се преселио у Линкон Каунти у Новом Мексику где се запослио као чувар стоке на ранчу код енглеског сточара, банкара и трговца Џона Танстала и његовог партнера, истакнутог одветника, Александра Меквина. Конфликт, који је ускоро прерастао у догађај познат као Сточарски рат у Линкон Каунтију, догодио се између групе градских трговаца назване Кућа (The House) и ранчера. 18. фебруара 1878. године чланови Куће убили су Танстала. То је разбеснело Кида и остале ранчере те су формирали банду Регулатора (The Regulators) предвођену ранчером Ричардом Диком Бруером и почели лов на Тансталове убице. 6. марта ухватили су Била Мортона и Френка Бејкера те их погубили три дана после. На повратку у Линкон Каунти убили су и свог члана, али и издајицу – МекКлоскија.
Дана 1. априла чланови Регулатора – Кид, Фред Вејт, Френк МекНаб, Џин Френч и Џон Мидлтон у заседи су убили шерифа Вилијама Брејдија и његовог заменика. Кид је рањен у покушају да од шерифа поврати своју пушку заплењену током његовог ранијег хапшења. Убрзо су и осветили смрт свога вође, Бруера, убивши његовог крвника Робертса. Кид је тада постао вођа. Због потернице месних власти због убиства шерифа и његовог заменика, вођа и његова банда провешће следећих неколико месеци у скривању. Након што су их чланови Куће 1878. пронашли и поставили им замку у Мексвинијевој кући, банда је била под вишедневном опсадом и угрожена непрекинутом ватром пуцњева. Кид и други чланови банде успели су да побегну, а вођа је успут убио снагатора Боба Беквита. Једини који није успео да се извуће био је Мексвин који је убијен током бежања. Његова смрт поклопила се с крајем рата.
Следеће три године Били Кид и његова банда су се нашли у свакаквим ситуацијама укључујући и његово могуће помиловање (које никад није успело иако је био спреман сведочити заузврат и иако је то и учинио), неколико убистава, поновног бежања из затвора...

## Пат Герет
Током тог времена Кид је створио судбоносно пријатељство са локалним амбициозним конобаром и бившим ловцем на бизоне Патриком Геретом. У новембру 1880. Герет је изабран за шерифа Линкон Каунтија. Скупивши своје нове сараднике (полицијски одред) кренуо је у лов на Кида и расписао потерницу од 500 долара награде на Кидову главу.
Полицијски одред је уз Геретову помоћ добро напредовао да би се 19. децембра у Форт Самнеру дословце сукобио са Билијевом бандом. Били Кид је једва извукао живу главу, а Том О'Фолијард, један од чланова његове банде, изгубио је живот.
Герет и његов одред су 23. децембра успели да уђу у траг Билију Киду да би га пратили до напуштене камене зграде у подручју званом Стинкинг Спрингс. У вештој заседи, успели су да ухвате банду која се, видевши да нема излаза, предала. Мало пре предаје Герет и Кид изменили су неколико речи. Наиме, Герет га је позвао да дође напољу да једе, а Били Кид му је узвратио речима да се гони к врагу.

## Бег из Линкона
Били Кид је био у затвору у Месили чекајући суђење у априлу 1881. Већину затворског времена провео је дајући интервјуе новинарима. До тада је већ био једна од најпознатијих особа у Америци. Његово суђење је потрајало само један дан. Осуђен је за убиство шерифа Брејдија. То суђење је било једино суђење за злочине у Сточарском рату у Линкон Каунтију (укључујући обе сукобљене стране). Судија Ворен Бристол осудио га је 13. априла на смрт вешањем. Његово погубљење било је предвиђено тек за месец дана, а дотад је враћен назад у Линкон где су га чувала двојица Геретових стражара – Џејмс Бел и Роберт Олингер. 28. априла, за време Гаретовог одсуства, Били Кид је запањио цео град убиством оба стражара и бегом. Детаљи тог бега нису познати. Неки верују да је Кид провукао своје шаке кроз окове којима је био везан, док други нагађају о скривеном пиштољу у затворској соби. Били Кид је након тога у граду украо (или посудио) коња за бег да би након два дана вратио коња.

## Смрт
Билијева слобода била је краткотрајна. Начувши гласине да се Били Кид налази у близини Форт Самнера, шериф Грет окупио је двојицу својих људи и кренуо у потрагу. Шериф Герет је знао да у граду живи Билијев пријатељ Пит Максвел. 14. јула 1881. отишао је у његову кућу. Док је у замраченој соби испитивао Максвела, у собу је нагло ушао Били Кид. Постоје две верзије следећег догађаја.
Прва је та да Кид није препознао Герета у мраку па је извадио пиштољ и на шпанском језику питао ко је. Када је Герет препознао Кидов глас, извадио је свој пиштољ и двапут запуцао. Наводно је први метак погодио Кида изнад срца и убио га.
Друга верзија, за коју историчари тврде да је истинитија, говори да је Кид имао нож у руци и пре него што је ушао, изустио је наведене речи (због таме) и страдао од Геретових метака.
Били Кид је сахрањен следећег дана на старом војном гробљу у Форт Самнеру. Његов гроб се налазио између његових палих другова Тома О'Фолијарда и Чарлија Баудера. Касније је изнад сва три гроба подигнут надгробни споменик са угравираним именима тројице одметника и речју другови.

## Леворук или деснорук
Током целог 20. века претпостављало се да је Били Кид био леворук. Доказ који је на то упућивао била је стара и једина фотографија Билија Кида. Наиме, у десној је руци држао Винчестер пушку модела 1873, а место на појасу где се умеће пушка стајало је на левој страни што је према неким историчарима био непобитан доказ. То веровање било је толико чврсто да је 1958. снимљен и биографски филм, са Полом Њуменом у главној улози о Билију Киду имена The Left Handed Gun.
Тек је крајем 20. века утврђено и доказано да је фотографија у ствари ogledalska слика и да је Били Кид деснорук. Многи су били збуњени тим аргументима да се сада, на крају, верује да се подједнако добро служио и левом и десном руком.

## Браши Бил и остале варалице
Године 1950. одветник Вилијам Морисон пронашао је човека из западног Тексаса који је тврдио да је Били Кид и да није убијен 1881. у Форт Самнеру. Звао се Оли Робертс а надимак му је био Браши Бил. Скоро сви историчари одбили су његову тврдњу. Уз све остале карактеристике (изглед, датум рођења...) које Браши Бил није задовољавао, Били Кид је говорио шпански течно и могао га је да чита и да пише на шпанском, док је Браши Бил био неписмен и уопште није знао шпански.
Упркос нетачној тврдњи њихових суграђанина, град Хико у Тексасу ипак је, у част стварног покојника, отворио Музеј Билија Кида.
Још један човек, Џон Милер, је 1938. тврдио да је он Били Кид али се испоставило да човек лаже.